# Slot Fürstenstein
Slot Fürstenstein (Duits: Schloss Fürstenstein, Pools: Zamek Książ, Silezisch: Schlessla Ferschtensteen), ook wel de Burg Fürstenstein genoemd, is het grootste kasteel van Silezië. Het is gelegen in het 
noorden van de stad Wałbrzych in het Poolse woiwodschap Neder-Silezië. 

## Geschiedenis
In de 13e eeuw liet hertog Bolko I van Schweidnitz een burcht bouwen, vermoedelijk omdat de reeds bestaande Burg Vriburg in het nabijgelegen Freiburg niet meer aan de toenmalige eisen voldeed. Na de dood van Bolko II van Schweidnitz erfde koning Wenceslaus van Bohemen het kasteel. Bolko's weduwe Agnes van Habsburg had echter het vruchtgebruik tot aan haar dood in 1392. Hierna kwam het erfvorstendom Schweidnitz-Jauer onder de Boheemse kroon. Hierna veranderde het slot nog vaak van eigenaar. 
Tijdens de Tweede Wereldoorlog werd het slot geplunderd door Sovjettroepen. Het grootste deel werd later gereconstrueerd.